# マジョリカ (おジャ魔女どれみ)
マジョリカは、アニメ『おジャ魔女どれみ』シリーズの登場人物の一人である魔女。担当声優は永澤菜教（放送開始当初は長沢直美）。

## プロフィール
- 誕生日不明。800歳くらい。人間でいえば40から50歳代といったところ。
- 養母はマジョリリカ。300年ほど前に魔女の赤ちゃん・マジョドロンを育てたことがある。
- 魔女学校時代はマジョルカと同級生であり、一二を争うほどの実力でライバルであった。しかし、マジョルカと忘年会用のかくし芸を一緒に練習したり[1]、新年早々MAHO堂で一緒に酒を酌み交わすなど[2]、決して仲が悪い訳ではない。第5期第8話でも一緒に酒を酌み交わしている。
- 第6期第3巻第1章に於いて、ハナちゃんが以前老魔女から聞いた話によると「ウィッチー・クイーン・ローズから生まれたマジョリカとマジョルカの二人は姉妹である」と告げられて目を丸くして驚いた[注 1]。また、第6期で初めて携帯電話（スマートフォン）[注 2]を持つようになった。

## 人物
どれみたちの魔法の師匠兼教育係を務めることになった魔女。「マキハタヤマ（巻機山）・リカ」と名乗って人間界の美空市にある「マキハタヤマリカの魔法堂」を営んでいた。しかし、ある日魔法堂に迷い込んだどれみ、マジョリカの外見などの特徴がいつも読んでいた魔女について書かれた本の魔女の特徴に一致したため、どれみに魔女であることを見破られてしまい魔女ガエルの姿になってしまった。お付きの妖精の名前は「ララ」。
自分のもとで修行するどれみ以下魔女見習いたちをいつも失敗ばかりのお邪魔な魔女、すなわち「おジャ魔女」と呼ぶ。子供嫌いを公言し、彼女らが何かもめ事を起こすたびに怒鳴りつけたり説教をしているが、なんだかんだでどれみたちのことはいつも心配しているようで、魔女としての修行や身の回りの問題解決の中で人間としても成長しつつある彼女たちのことを娘のように思っているらしい。ぽっぷからはマジョリカと呼ばれたことは無く、終始「ブニュちゃん」と呼ばれているが、マジョリカ自身もぽっぷの魔女としての素質を評価している。京都を訪れた時子供に見られ「緑の饅頭」と呼ばれた。
もともと魔女界の女王選挙に出るための資金を稼いでいたが、おジャ魔女たちのせいで店は大赤字に転落する。お金にがめつい割には経営が下手で、ギャンブルに負けてライバルのマジョルカにMAHO堂の経営権を奪われたり、小豆の買いすぎで店を破産寸前に追い込んだり、下手な賭けをして莫大の借金をかかえたことも。だが第4期終盤、パオちゃんの出す「金のウンチ」によって最終的には挽回した模様である。
かなり自己中心的で短気な性格をしている場面が多いが第2期4話や19話などでどれみの言動がもとで事態を深刻化させてしまった際には厳しく叱ったり、自身の水晶玉であいこに遠く離れている母親の様子を見せる、どれみたちの私生活に関わる話では外出を許可したりなど、粋な気遣いを見せる。また、マジョリカの育ての親であるマジョリリカの前では高圧的な態度を見せないばかりか、「（リリカ）ママ」と呼んで小さな子供のように甘えん坊な一面を見せたり、サンタクロースにクリスマスプレゼントをねだったりするなど、女性らしくお茶目なところもある。はづきと矢田（後にももこも）は怖さを退ける呪文として肝試しの時に｢マジョリカマジョリカマジョリカ……｣と唱えているが、これは｢怖くなったらマジョリカを思い浮かべて｣というどれみとあいこの提案を採り入れたもの（矢田は呪文の由来を知らない）。
魔女ガエルになったため箒に乗れず、チリトリに乗っている。なお、チリトリには、チリトリ1号、チリトリ2号など何種類かある模様。作品中では本来（魔女）の姿になる機会はあまり無く、ほとんど魔女ガエルの姿でいたため、本来の姿に戻った際にはどれみたちからあまり馴染みが無く思われていた。第6期ではすでに魔女ガエルの呪いが解けているため、常に本来の姿のままでいる。
趣味はサンバ。また、相当な酒豪であることも分かっていて、様々な酒を買ってはララと一緒に夜な夜な飲んだくれることもある。温泉が大好きで、よく美空市近郊の温泉スポットを探しては「秘湯に（入りに）行く」と称して暇な時にララやマジョルカと出かけたりもする。魔女ガエルと言われているがあくまでも呼び名であって、実際にはカエルではないので泳げない。
最終的にはどれみの魔法で魔女の姿に戻ることとなる。この後にどれみたちは「魔女にならず人間として生き続ける」ことを決断した。次期女王候補であるハナちゃんの後見人役となることを魔女界の女王様から命じられたのを機に、MAHO堂（第4期第51話の時点では「マキハタヤマリカの魔法堂」となっていた）を店じまいし、魔女界にお付きの妖精と元おジャ魔女の妖精魔女界へ帰っていった。
第6期ではとある理由からハナちゃんの後見人を退き、再び『マキハタヤマリカの魔法堂』を営むため美空町に戻って来たところに、どれみたちが訪れたのが（第6期の）物語の始まりであった。